# Trichotithonus
Trichotithonus es un género de escarabajos longicornios de la tribu Acanthocinini.

## Especies
- Trichotithonus albidus Monné, 1990
- Trichotithonus albosetosus Monné, 1990
- Trichotithonus conspectus Monné, 1990
- Trichotithonus curvatus (Bates, 1885)
- Trichotithonus giuglarisi J.-P. Roguet, 2022
- Trichotithonus tavakiliani Monné, 1990
- Trichotithonus tenebrosus Monné, 1990
- Trichotithonus thomasvlasaki Vlasák & Santos-Silva, 2021
- Trichotithonus venezuelensis Monné, 1990
- Trichotithonus viridis Monné, 1990